# Kitashirakawa Satonari
Le prince Kitashirakawa Satonari  (北白川宮智成親王, Kitashirakawa-no-miya Satonari -shinnō), né le 22 juillet 1850 – décédé le 10 février 1872, est le fondateur d'une branche collatérale de la famille impériale japonaise.

## Jeunesse
Né à Kyoto, le prince Kitashirakawa Satonari est le treizième fils du prince Fushimi Kuniie (1802–1872), douzième chef de la Fushimi-no-miya, plus ancienne des quatre branches de la dynastie impériale autorisée à présenter un successeur au trône du chrysanthème si la maison impériale n'est pas en mesure de présenter d'héritier. En 1860, il est adopté par l'empereur Kōmei comme héritier potentiel au trône.
Comme il naît alors que le pays est encore sous le règne du bakufu Tokugawa, il est envoyé en 1866 dans le sacerdoce bouddhiste et assigné à servir au titre de monzeki au Shogo-in à Kyoto. Il retourne à la vie séculière en 1867 au cours de la restauration de Meiji et l'empereur Meiji l'autorise à fonder une nouvelle maison princière (ōke), Kitashirakawa-no-miya, en 1873.
Cependant, le prince Kitashirakawa Satonari meurt cette même année à l'âge de 21 ans et comme il n'a pas d'héritiers, le titre Kitashirakawa-no-miya passe à son demi-frère aîné, le prince Yoshihisa-ō.

## Source de la traduction
- (en) Cet article est partiellement ou en totalité issu de l’article de Wikipédia en anglais intitulé « Prince Kitashirakawa Satonari » (voir la liste des auteurs).